# 게가노촌
게가노촌(天下野村)은 이바라키현 구지군에 일찍이 존재했던 촌이다.

## 지리
- 현재의 히타치오타시 북부에 해당한다.

## 역사
- 1889년 4월 1일 - 정촌제 시행에 의해 구지군 게가노촌이 성립하였다.
- 1956년 9월 30일 - 다카쿠라촌, 스이후촌과 합병해 스이후촌이 성립하여, 게가노촌은 소멸하였다.

## 인구
| 1891년 | 3,748 |
| 1920년 | 2,572 |
| 1935년 | 2,805 |
| 1950년 | 3,129 |

## 참고문헌
- 水府村史編さん委員会編 『水府村史』、水府村、1971年
- 角川日本地名大辞典編纂委員会『가도카와 일본 지명 대사전 8 茨城県』、가도카와 쇼텐、1983年 ISBN 4040010809